# Nikon D70

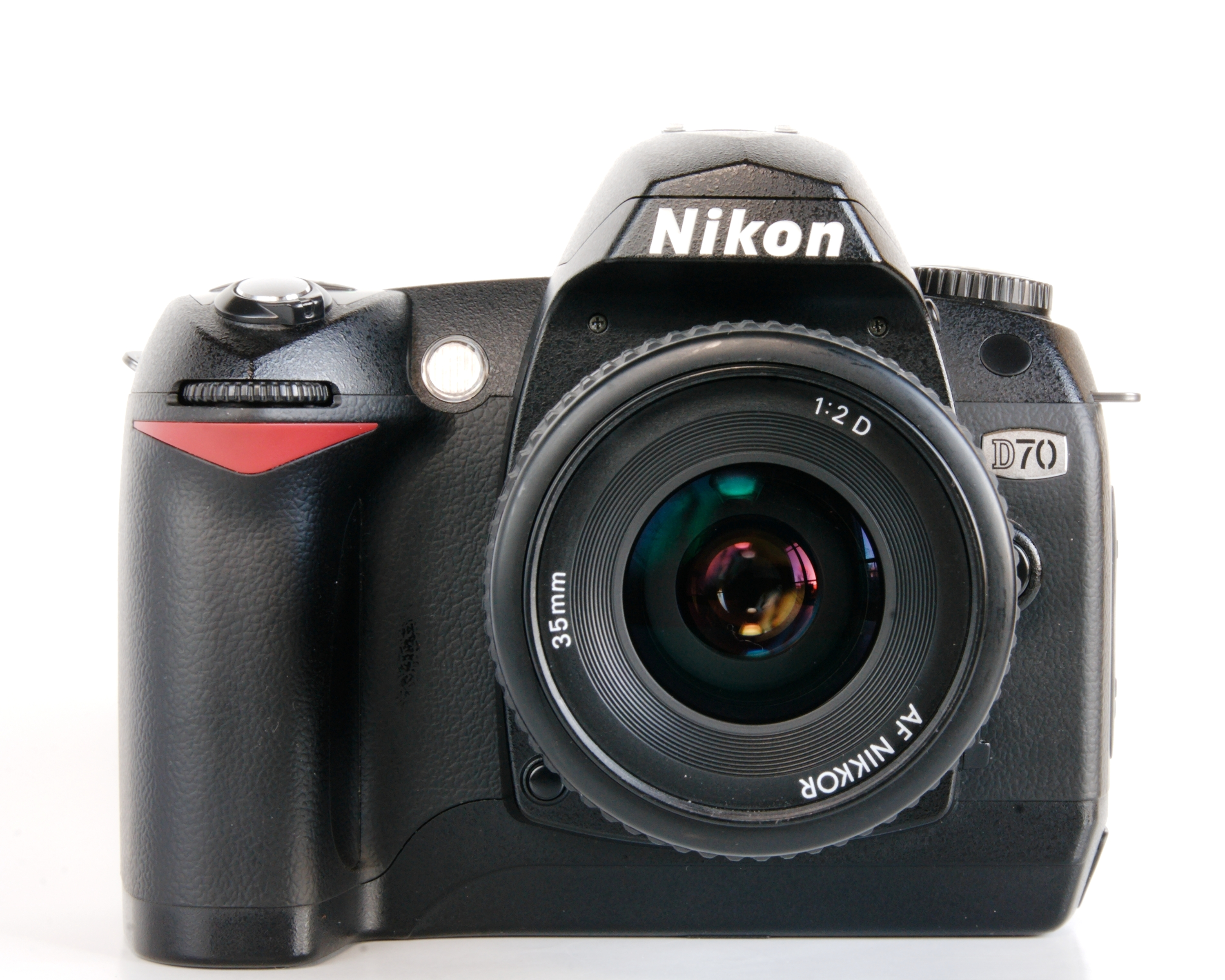

Nikon D70 — цифровий дзеркальний фотоапарат аматорського рівня компанії Nikon. Був анонсований 28 січня 2004. Пізніше був замінений модифікацією — D70s.
Фотоапарат оснащений CCD-матрицю формату Nikon DX з роздільною здатністю 6,1 мегапікселів (максимальна роздільна здатність знімка 3008 × 2000) з кроп-фактором 1.5. Камера дозволяє знімати безперервні серії до 144 кадрів з частотою 3 кадри в секунду.
D70 використовує 5-зонну систему автофокусу Multi-CAM900.